# Zadní Vydří
Zadní Vydří (německy Hinter Wiedern) je obec v okrese Jihlava v Kraji Vysočina. Žije zde 52 obyvatel.

## Název
Název se vyvíjel od varianty Widrzevalentini (1385), u Zadnij Wydrzij (1591), Hinter Wiedern (1678), Hinterwiedern (1718), Hinter Widern (1720, 1751), Hinter Wiedern a Zadní Vydří (1872) až k podobě Zadní Vydří v letech 1881 a 1924. Místní jméno je odvozeno z přídavného jména vydří a znamenalo potok či řeku, v nichž jsou vydry. Přívlastek zadní je použit pro odlišení od okolních obcí Kostelní Vydří a Prostřední Vydří.

## Historie
První písemná zmínka o obci pochází z roku 1385.

## Přírodní poměry
Nachází se 5,5 kilometru jihozápadně od Telče a 5,5 kilometru od Dačic. Geomorfologicky je oblast součástí Křižanovské vrchoviny a jejího podcelku Dačická kotlina. Průměrná nadmořská výška činí 512 metrů.
Nejvyšší bod, V Kopcích (530 m n. m.), leží jihozápadně od obce. Východně stojí vrch Kopaniny (516 m n. m.). Obcí protéká Vyderský potok, západním okrajem pak Mysletický potok, který se v jižní části vlévá do Vyderského potoka. Severovýchodní hranici katastru tvoří bezejmenný potok, který se mimo území Zadního Vydří vlévá do Moravské Dyje. Na Vyderském potoce se přímo v obci rozkládají dva rybníky. Směrem na Myslůvku se nachází evropsky významná lokalita a přírodní památka V Kopaninách, kde žije kuňka obecná.

## Obyvatelstvo
Podle sčítání 1930 zde žilo ve 24 domech 135 obyvatel. 135 obyvatel se hlásilo k československé národnosti. Žilo zde 134 římských katolíků a 1 evangelík.
| Rok            | 1869 | 1880 | 1890 | 1900 | 1910 | 1921 | 1930 | 1950 | 1961 | 1970 | 1980 | 1991 | 2001 | 2011 | 2021 |
| -------------- | ---- | ---- | ---- | ---- | ---- | ---- | ---- | ---- | ---- | ---- | ---- | ---- | ---- | ---- | ---- |
| Počet obyvatel | 165  | 163  | 122  | 141  | 138  | 147  | 135  | 96   | 69   | 65   | 67   | 56   | 52   | 57   | 46   |
| Počet domů     | 25   | 26   | 26   | 25   | 25   | 25   | 24   | 24   | 23   | 21   | 20   | 22   | 23   | 24   | 22   |

## Obecní správa a politika
Mezi lety 1869–1950 Zadní Vydří bylo obcí v okrese Dačice. V letech 1961–1988 patřilo jako část obce k Mysleticím. Od 1. ledna 1989 do 31. prosince 1991 patřilo jako část města k Telči a od 1. ledna 1992 je opět samostatnou obcí.

### Politika
Obec má 7členné zastupitelstvo, v jehož čele stojí od roku 2010 starosta František Horálek, v letech 2006–2010 funkci vykonával Miroslav Moudrý.
Zadní Vydří je členem Mikroregionu Telčsko a místní akční skupiny Mikroregionu Telčsko.
| Období    | Voliči | Účast v % | Mandáty | Výsledky                       | Starosta          |
| --------- | ------ | --------- | ------- | ------------------------------ | ----------------- |
| 2006–2010 | 38     | 78,95     | 9       |                                | Miroslav Moudrý   |
| 2010–2014 | 42     | 71,43     | 8       | 8 Sdružení nezáv. kandidátů I. | František Horálek |
| 2014–2018 | 38     | 68,42     | 7       |                                | František Horálek |

## Hospodářství a doprava
Obcí prochází silnice III. třídy č. 40613 k Mysleticím. Dopravní obslužnost zajišťují dopravci ICOM transport a ČSAD Jindřichův Hradec. Autobusy jezdí ve směrech Dačice, Mysletice, Borovná, Telč, Jihlava a Stará Říše. Obcí prochází cyklistická trasa Greenway ŘV a č. 16 z Kostelní Myslové do Kostelního Vydří a č. 5124 z Horní Myslové do Velkého Pěčína.

## Školství, kultura a sport
Místní děti dojíždějí do základní školy v Telči.

## Galerie

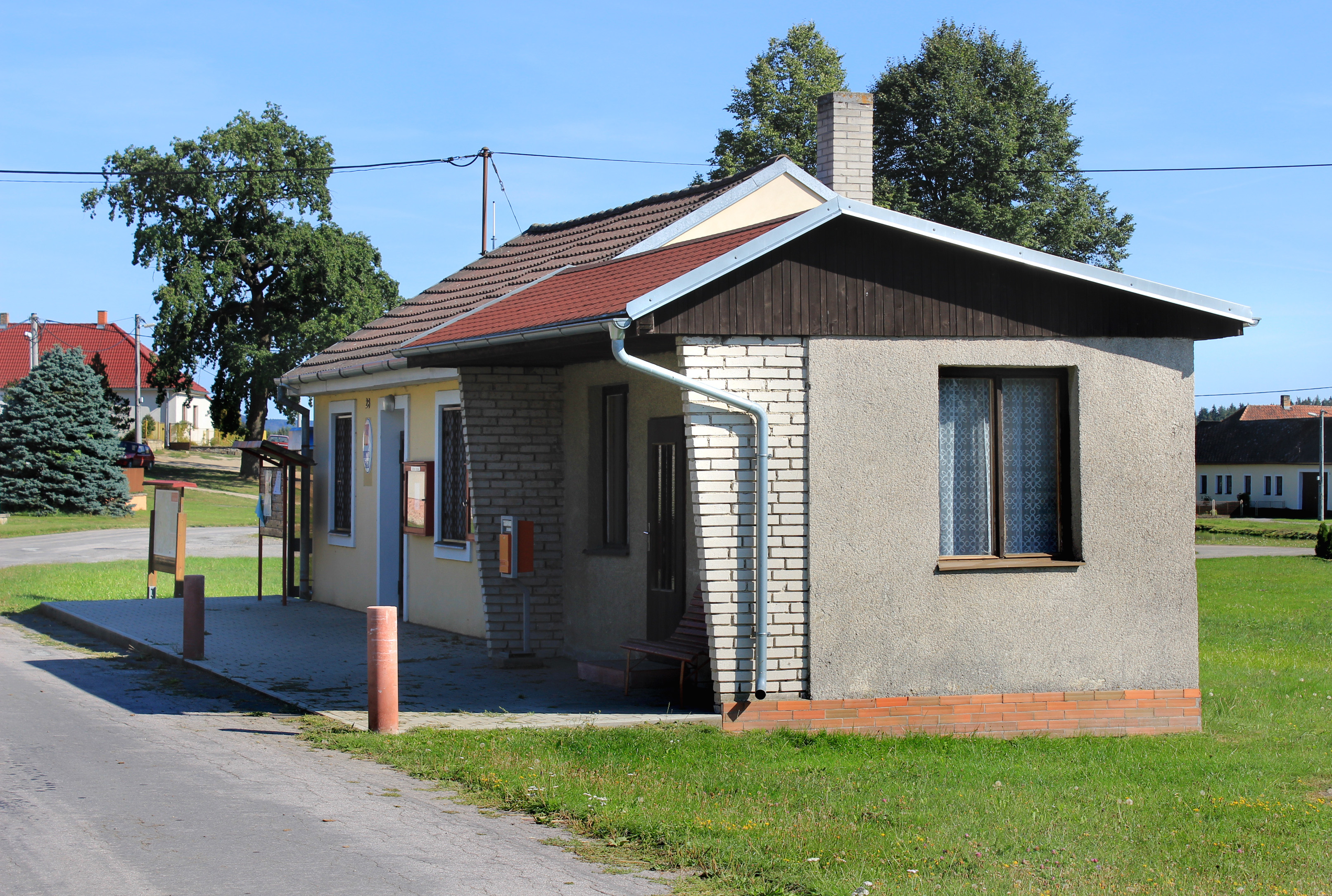
Obecní úřad přistavěný k bývalé zastávce
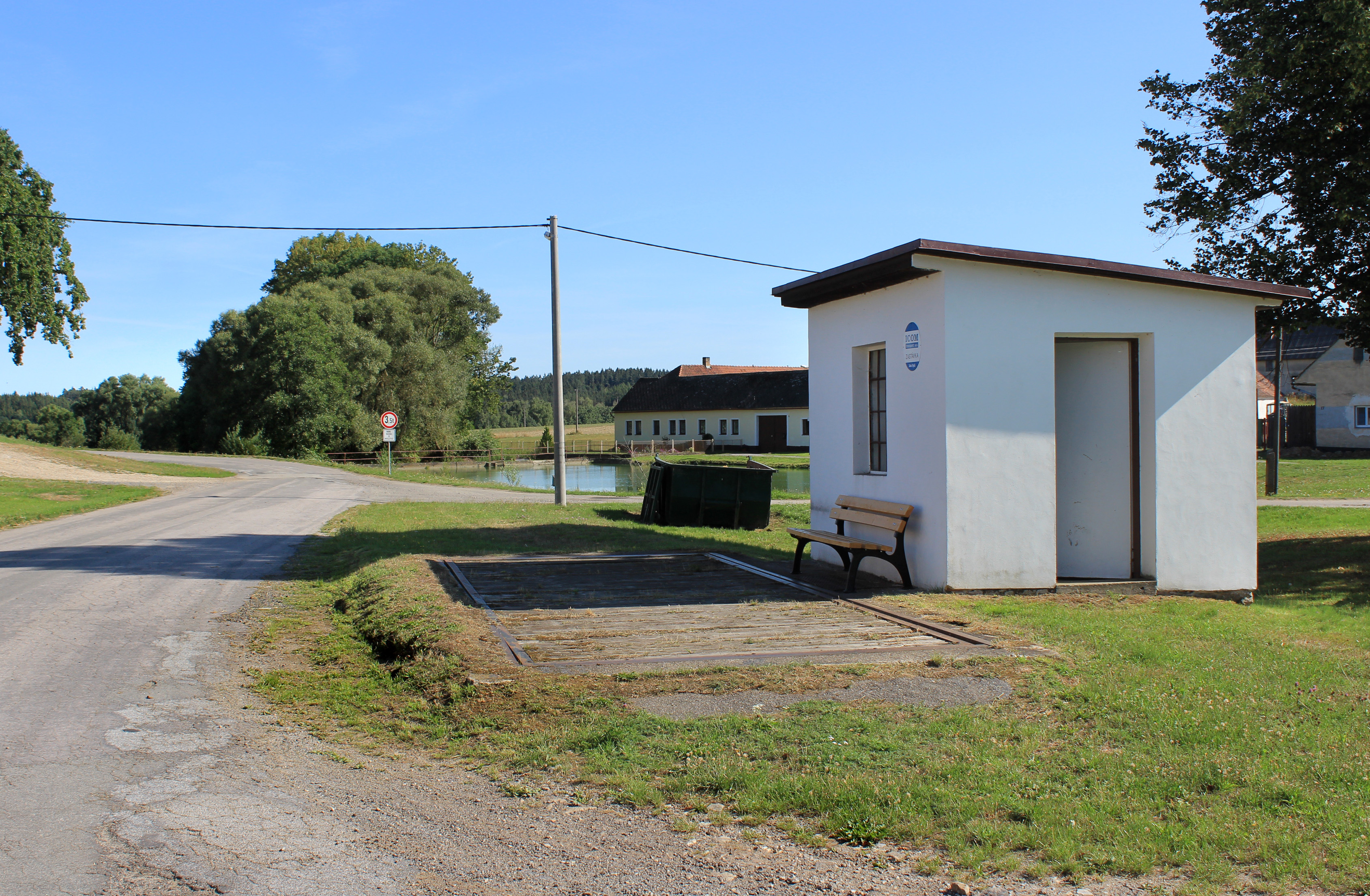
Bývalá váha, nyní zastávka
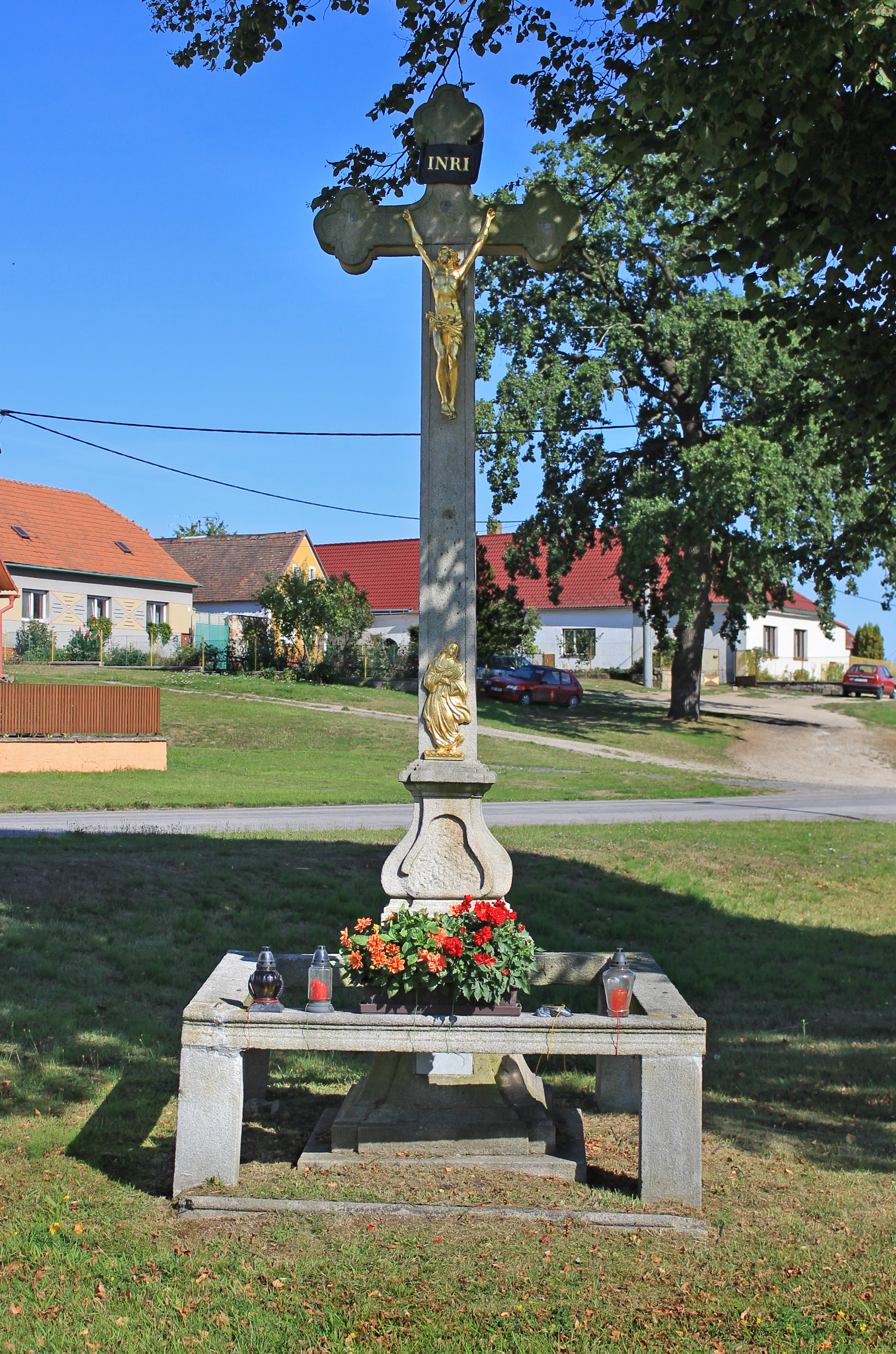
Kříž na návsi
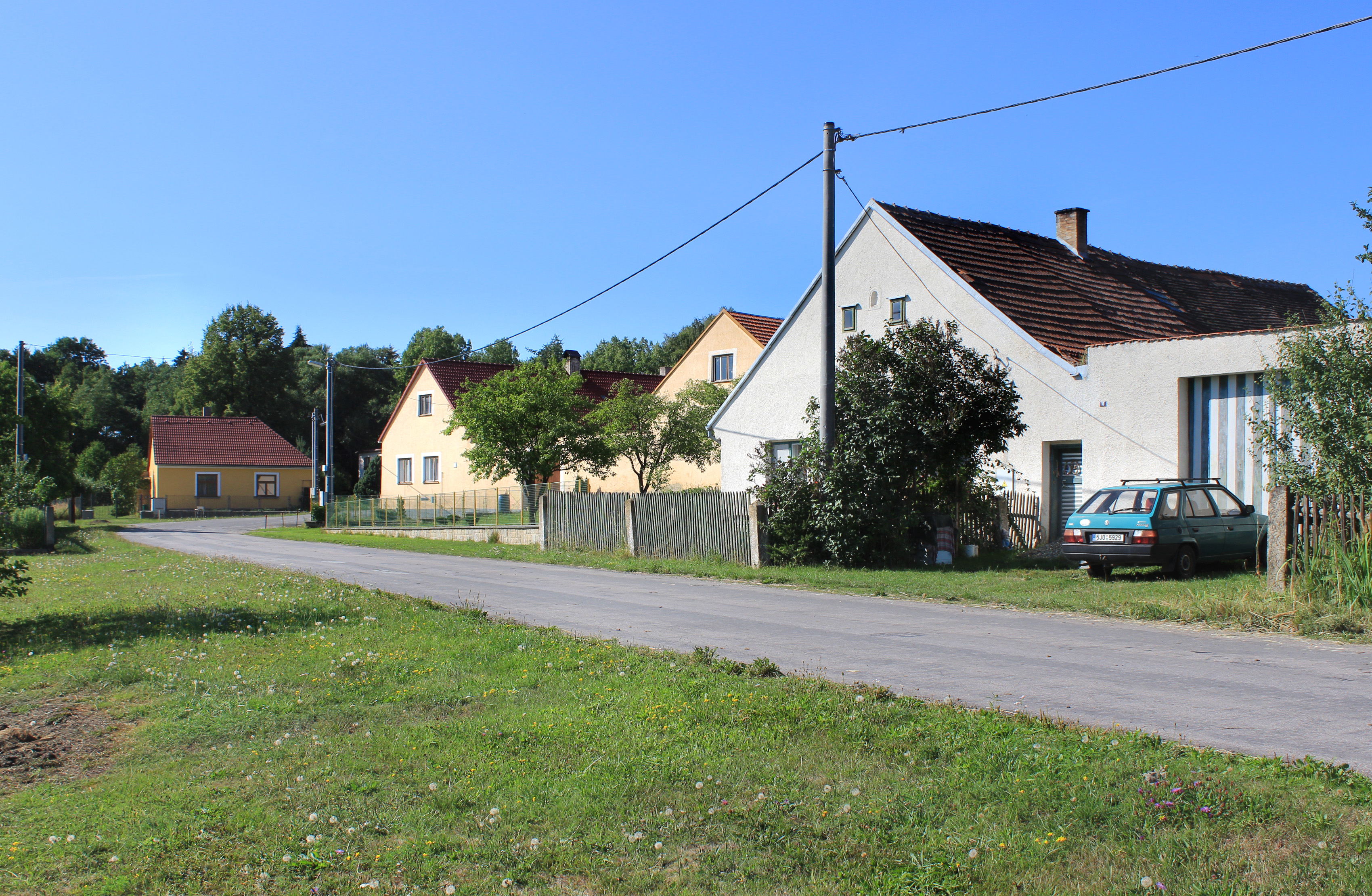
Silnice k Mysleticím na severní straně návsi